# Primzahlencousin
In der Mathematik bezeichnet man Primzahlen, deren Differenz 4 beträgt als Primzahlencousins. Zum Beispiel sind die Zahlen 13 und 17 Primzahlencousins, weil die eine Zahl um 4 kleiner ist als die andere (bzw. die andere um 4 größer ist als die eine).
Primzahlencousins  haben die Form {\displaystyle (p,p+4)}. Es folgt eine Liste der Primzahlencousins bis {\displaystyle 4.000} (erzeugt mit Matheass 9.0):
| p   | (p+4) |
| --- | ----- |
| 3   | 7     |
| 7   | 11    |
| 13  | 17    |
| 19  | 23    |
| 37  | 41    |
| 43  | 47    |
| 67  | 71    |
| 79  | 83    |
| 97  | 101   |
| 103 | 107   |

| p   | (p+4) |
| --- | ----- |
| 109 | 113   |
| 127 | 131   |
| 163 | 167   |
| 193 | 197   |
| 223 | 227   |
| 229 | 233   |
| 277 | 281   |
| 307 | 311   |
| 313 | 317   |
| 349 | 353   |

| p   | (p+4) |
| --- | ----- |
| 379 | 383   |
| 397 | 401   |
| 439 | 443   |
| 457 | 461   |
| 463 | 467   |
| 487 | 491   |
| 499 | 503   |
| 613 | 617   |
| 643 | 647   |
| 673 | 677   |

| p   | (p+4) |
| --- | ----- |
| 739 | 743   |
| 757 | 761   |
| 769 | 773   |
| 823 | 827   |
| 853 | 857   |
| 859 | 863   |
| 877 | 881   |
| 883 | 887   |
| 907 | 911   |
| 937 | 941   |

| p    | (p+4) |
| ---- | ----- |
| 967  | 971   |
| 1009 | 1013  |
| 1087 | 1091  |
| 1093 | 1097  |
| 1213 | 1217  |
| 1279 | 1283  |
| 1297 | 1301  |
| 1303 | 1307  |
| 1423 | 1427  |
| 1429 | 1433  |

| p    | (p+4) |
| ---- | ----- |
| 1447 | 1451  |
| 1483 | 1487  |
| 1489 | 1493  |
| 1549 | 1553  |
| 1567 | 1571  |
| 1579 | 1583  |
| 1597 | 1601  |
| 1609 | 1613  |
| 1663 | 1667  |
| 1693 | 1697  |

| p    | (p+4) |
| ---- | ----- |
| 1783 | 1787  |
| 1867 | 1871  |
| 1873 | 1877  |
| 1993 | 1997  |
| 1999 | 2003  |
| 2083 | 2087  |
| 2137 | 2141  |
| 2203 | 2207  |
| 2239 | 2243  |
| 2269 | 2273  |

| p    | (p+4) |
| ---- | ----- |
| 2293 | 2297  |
| 2347 | 2351  |
| 2377 | 2381  |
| 2389 | 2393  |
| 2437 | 2441  |
| 2473 | 2477  |
| 2539 | 2543  |
| 2617 | 2621  |
| 2659 | 2663  |
| 2683 | 2687  |

| p    | (p+4) |
| ---- | ----- |
| 2689 | 2693  |
| 2707 | 2711  |
| 2749 | 2753  |
| 2797 | 2801  |
| 2833 | 2837  |
| 2857 | 2861  |
| 2953 | 2957  |
| 3019 | 3023  |
| 3037 | 3041  |
| 3079 | 3083  |

| p    | (p+4) |
| ---- | ----- |
| 3163 | 3167  |
| 3187 | 3191  |
| 3217 | 3221  |
| 3253 | 3257  |
| 3319 | 3323  |
| 3343 | 3347  |
| 3457 | 3461  |
| 3463 | 3467  |
| 3529 | 3533  |
| 3613 | 3617  |

| p    | (p+4) |
| ---- | ----- |
| 3673 | 3677  |
| 3697 | 3701  |
| 3793 | 3797  |
| 3847 | 3851  |
| 3877 | 3881  |
| 3907 | 3911  |
| 3919 | 3923  |
| 3943 | 3947  |

(Folge  A023200 in OEIS) und (Folge  A046132 in OEIS)

## Eigenschaften
Die einzige Primzahl, die zu zwei Paaren von Primzahlencousins gehört, ist 7. Eine der Zahlen {\displaystyle p,p+4} oder {\displaystyle p+8} ist immer durch 3 teilbar, also ist {\displaystyle p=3} der einzige Fall, bei dem das Tripel {\displaystyle (p,p+4,p+8)} aus drei Primzahlen besteht.
Am 5. März 2022 entdeckte Serge Batalov die momentan größten Primzahlencousins mit 51934 Stellen. Das Paar {\displaystyle (p,p+4)} lautet wie folgt:
{\displaystyle {\begin{array}{rcl}p&=&29055814795\cdot (2^{172486}-2^{86243})+2^{86245}-3\\p+4&=&29055814795\cdot (2^{172486}-2^{86243})+2^{86245}+1\end{array}}}
Die Zahl {\displaystyle p+4} ist sicherlich eine Primzahl, für die Zahl {\displaystyle p} sieht die Situation allerdings etwas anders aus. Es gibt momentan keinen bekannten Primzahltest, der einfach bestimmen könnte, ob {\displaystyle p} prim ist. {\displaystyle p} ist eine PRP-Zahl (probable prime), also sehr wahrscheinlich eine Primzahl, weil sie Bedingungen erfüllt, die alle Primzahlen besitzen, die aber die meisten zusammengesetzten Zahlen nicht erfüllen.
Es folgt aus der ersten Hardy-Littlewood-Vermutung, dass Primzahlencousins dieselbe asymptotische Dichte haben wie Primzahlzwillinge. Eine Analogie zur Brunschen Konstante für Primzahlzwillinge kann auch für Primzahlencousins definiert werden. Sie heißt Brunsche Konstante für Primzahlencousins und ist das Ergebnis der konvergenten Summe
{\displaystyle B_{4}=\left({\frac {1}{7}}+{\frac {1}{11}}\right)+\left({\frac {1}{13}}+{\frac {1}{17}}\right)+\left({\frac {1}{19}}+{\frac {1}{23}}\right)+\cdots .}
Dabei wird das erste Primzahlencousin-Paar (3, 7) weggelassen.
Wenn man alle Primzahlencousins bis {\displaystyle 2^{42}} einsetzt, so hat Marek Wolf im Jahr 1996 gezeigt, dass gilt:
{\displaystyle B_{4}\approx 1{,}1970449} (Folge  A194098 in OEIS)
Diese Konstante darf nicht mit der Brunschen Konstante für Primzahlvierlinge verwechselt werden, die ebenfalls mit {\displaystyle B_{4}} bezeichnet wird, aber einen anderen Wert ergibt.

## Zusammenfassung
Um die Unterschiede der verschiedensten Primzahltupel  noch einmal zu verdeutlichen, sei hier noch einmal eine Zusammenfassung der gebräuchlichen Namen angeführt:
| (p, p+2)                                               | Primzahlzwilling      |
| (p, p+4)                                               | Primzahlencousin      |
| (p, p+6)                                               | Sexy Primzahlzwilling |
| (p, p+2, p+6) und (p, p+4, p+6)                        | Primzahldrilling      |
| (p, p+6, p+12)                                         | Sexy Primzahldrilling |
| (p, p+2, p+6, p+8)                                     | Primzahlvierling      |
| (p, p+6, p+12, p+18)                                   | Sexy Primzahlvierling |
| (p, p+2, p+6, p+8, p+12) und (p, p+4, p+6, p+10, p+12) | Primzahlfünfling      |
| (p, p+6, p+12, p+18, p+24)                             | Sexy Primzahlfünfling |